# Sthenelais berkeleyi
Sthenelais berkeleyi är en ringmaskart som beskrevs av Pettibone 1971. Sthenelais berkeleyi ingår i släktet Sthenelais och familjen Sigalionidae. Inga underarter finns listade i Catalogue of Life.